# Dignaga
Dignāga (Dinnāga, 440 circa – 520 circa) è stato un filosofo indiano di religione buddista, vissuto a cavallo fra il VI e il VII secolo, riformatore e fondatore della nuova logica (Hetuvidyā) buddista. Viene considerato il padre della Nyāya (giusta ragione) del medioevo indiano.

## Biografia
Era nato in una famiglia di bramini a Simhavakta vicino Kanchi (Kanchipuram), e poco si sa dei suoi primi anni, ma fu maestro Nagadatta nella scuola di Vatsiputriya.
Dopo essersi convertito al Mahayana divenne discepolo del grande maestro Vasubandhu. Dotato di grande eloquenza, sconfisse avversari di molte altre scuole.
Egli creò la teoria delle tre parti della coscienza (Vijnana): la parte della visione, quella dell'aspetto e quella dell'auto-giustificazione.